# Максиміліан Алоїз Фюґер
Максиміліан Алоїз Фюґер фон Рехтборн (нім. Maximilian Aloys Füger von Rechtborn; 11 жовтня 1774, Грац — 13 лютого 1831, Львів) — австрійський правник, доктор права, професор права і ректор Оломоуцького (1800 і 1806) та Львівського університетів (1813—1814 і 1822—1823).

## Життєпис
Народився 1774 року в австрійському місті Грац. Навчався на юридичному факультеті Віденського університету, де здобув ступінь доктора права. Свою кар'єру розпочав 1797 року в Оломоуцькому університеті (у 1782—1826 роках Оломоуцький університет офіційно мав статус ліцею), де в 1800 і 1806 роках займав посаду ректора .
У 1806 році Фюґера перевели до Львівського університету (Львівський університет мав статус ліцею від 1805 до 1817) на вакантну посаду завідувача кафедри природного права, права народів та інституцій. Викладав природне право, природне політичне право, право європейських народів, енциклопедію права, австрійське кримінальне право. Академічний сенат Львівського університету двічі обирав його на посаду ректора (1813—1814 і 1822—1823).
Під час наполеонівських воєн Фюґер проявив себе щирим австрійським патріотом: писав вірші та промови проти Наполеона, за що в 1818 році отримав шляхетство, а до свого прізвища почав дописувати додаток von Rechtborn. Мав дружину і восьмеро дітей.
Помер у Львові 13 лютого 1831 року. Після Максиміліана Фюґера кафедру природного права, права народів і кримінального права очолив Микола Нападієвич.

## Праці
- «Чи має особа, обвинувачена у скоєнні кримінального злочину на корінних землях Австрійської імперії, право на власного захисника?» («Soll man den, eines Criminalverbrechens Beschuldigten in den oesterreichischen Erblanden eigene Vertheidiger gewaeren?») (Відень 1797),
- «Rede über die Pflicht der Vaterlandsverteidigung: Vorgetragen im akademischen Hörsaale zu Olmütz» (Оломоуць, 1800),
- «Короткий огляд і тлумачення основних положень декрету про державне банкрутство Австрії від 20 лютого 1811 року» («Kurze Darstellung und Erlaeuterung der Hauptpunkte des Finanz-Patentes vom 20. Hornung 1811») (Львів 1810).